# Grovesiella
Grovesiella is een geslacht van schimmels behorend tot de familie Godroniaceae. De typesoort is Grovesiella abieticola.

## Soorten
Volgens Index Fungorum telt dit geslacht twee soorten (peildatum maart 2022):
| Soortnaam              | Auteur(s)                              | Publicatiejaar |
| ---------------------- | -------------------------------------- | -------------- |
| Grovesiella abieticola | (Zeller & Goodd.) M. Morelet & Gremmen | 1969           |
| Grovesiella grantii    | A. Funk                                | 1978           |